# フィリップ・ダイグナン
フィリップ・ダイグナン（英: Philip Deignan、愛: Pilib Ó Duígeannáin、1983年9月7日 - )は、アイルランド、レッターケニー出身の自転車競技、ロードレース選手。「フィリップ・デニャン」と表記されることもある。妻は自転車競技選手のリジー・ダイグナン。

## 経歴

### 2003年
- ジロ・デッラ・ヴァッレ・ダゴスタのチームタイムトライアルにおいて、別府史之、ユベール・デュポンとのトリオで挑んで制覇。

### 2004年
- ロンド・ド・イルサール・ダリエージュ・U23部門総合優勝。

### 2005年
- アージェードゥーゼル・プレヴォワイアンス(現 アージェードゥーゼル・ラ・モンディアル)と契約を結んでプロ転向。
- ツール・デュ・ドゥー優勝。

### 2007年
- ブエルタ・ア・エスパーニャ総合71位。

### 2008年
- ジロ・デ・イタリア総合79位。

### 2009年
- サーヴェロ・テストチームに移籍。
- ジロ・デ・イタリア総合56位
- ブエルタ・ア・エスパーニャ第18ステージを制覇。総合9位に入った。

### 2011年
- チーム・レディオシャックに移籍。

### 2012年
- ユナイテッドヘルスケアに移籍。

### 2014年
- チームスカイに移籍

## 脚註
1. ↑  https://ja.forvo.com/word/philip_deignan/#en